# Сурты
 Сурты  — село в Медведевском районе Республики Марий Эл. Входит в состав Русско-Кукморского сельского поселения.

## География
Находится на расстоянии приблизительно 14 км на восток-северо-восток от города Йошкар-Ола.

## История
Известно с 1795 года как деревня Суртова (Михайловское) с 12 дворами и 82 жителями (мари, русские). В 1867 году построена Троицкая церковь. В советское время работал колхоз «Ленинский путь».

## Население
Население составляло 28 человек (русские 57 %, мари 43 %) в 2002 году, 21 в 2010.